# Villastrada
Villastrada è una frazione del comune di Castiglione del Lago.
Il paese si trova a 354 m s.l.m. ed è popolato da 1 017 abitanti (dati della voce aggiornati al censimento ISTAT 2011).
La posizione collinare lo pone lungo la strada di collegamento tra i paesi di Paciano e Moiano con Vaiano e Gioiella.
Altre località della frazione sono Collelungo, Salticchio, Cantagallina (363 m, 24 ab.), Caioncola (285 m, 24 ab.), Poggi e Val del Sasso.

## Storia
Nei pressi del paese sono stati trovati reperti di origine etrusca e romana.
La costruzione di una parrocchia indipendente da quella di Paciano nel 1624, con il contributo dei vaianesi, ne sancisce la nascita ufficiale.
Nella località di San Benedetto al Moiano sorgeva un'abbazia benedettina, la cui riforma il vescovo chiusino Martino affidò all'eremo camaldolese di San Benedetto del Vivo (alle pendici del monte Amiata) nel 1146, assieme ai monasteri di San Pietro in Campo e San Pietro in Argiano. L'abbazia fece parte della posta di Cantogallina nella diocesi di Chiusi, territorio che poi contribuì a formare la neonata diocesi di Città della Pieve negli anni 1600-1601.

## Monumenti e luoghi d'interesse
- Chiesa parrocchiale (inizio XX secolo), contenente terrecotte di Nazareno Biscarini.
- Monumento ai caduti costruito in pietra.

Monumenti e luoghi d'interesse
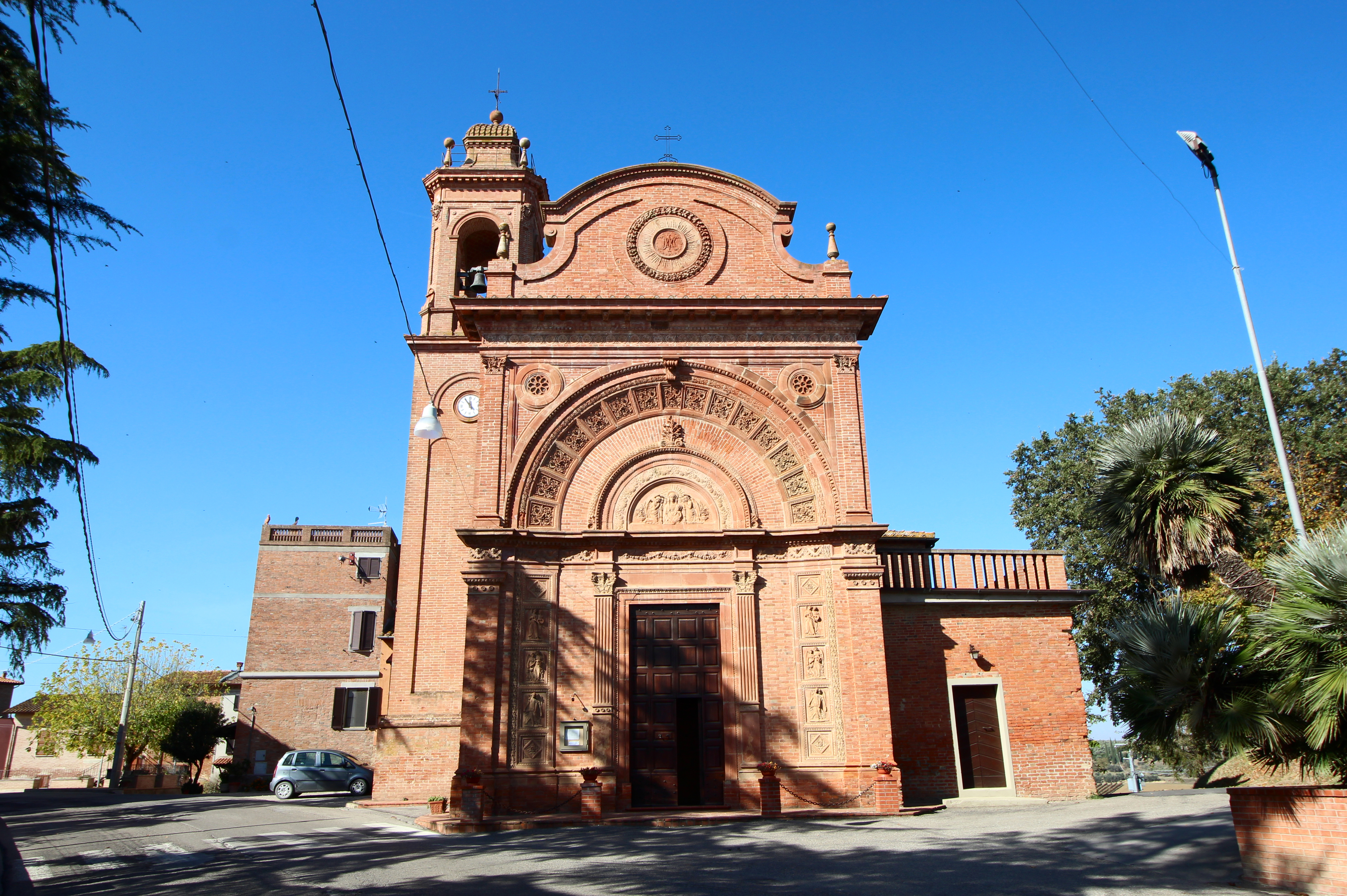
Santa Maria delle Grazie
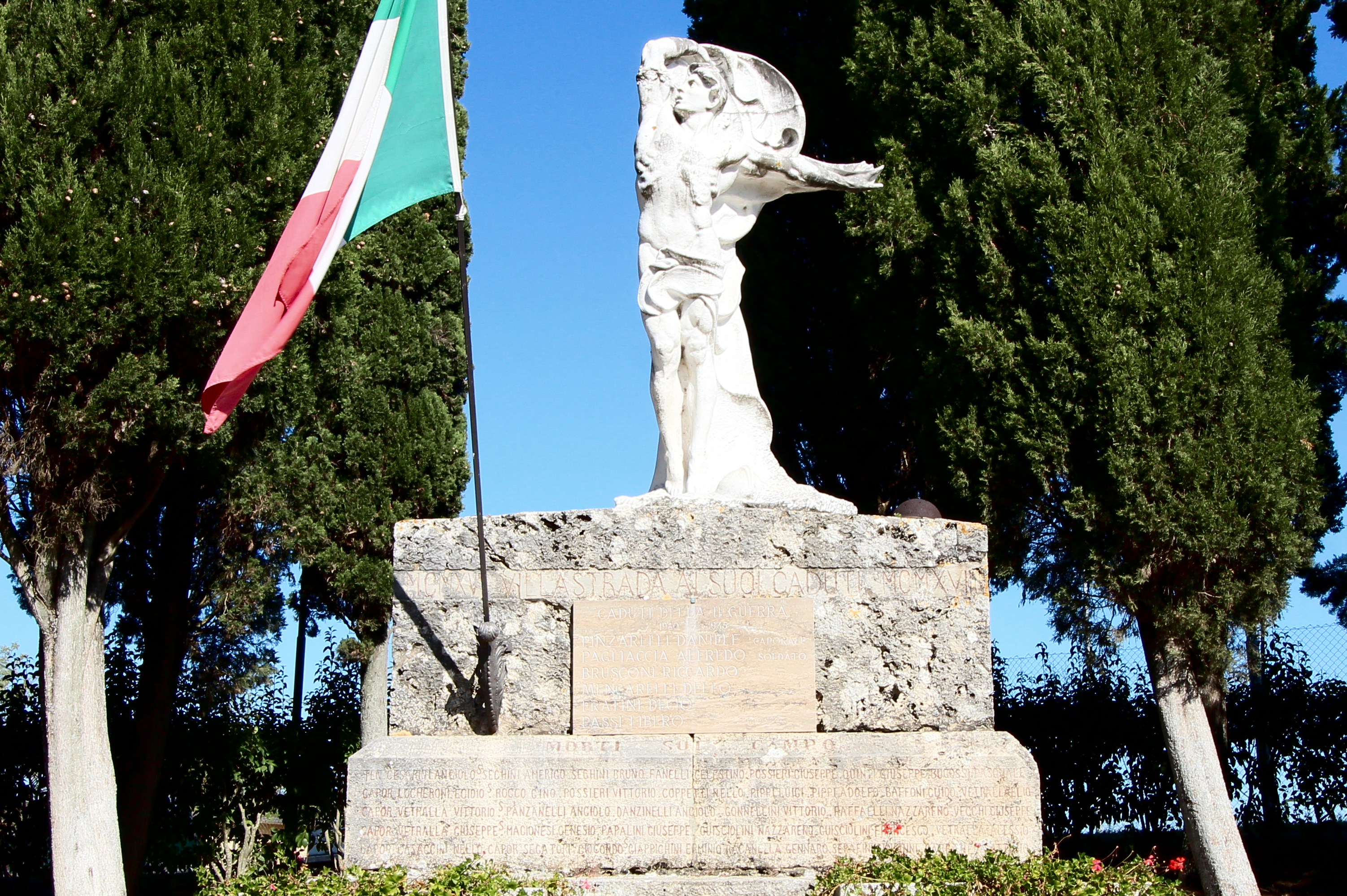
Monumento ai caduti
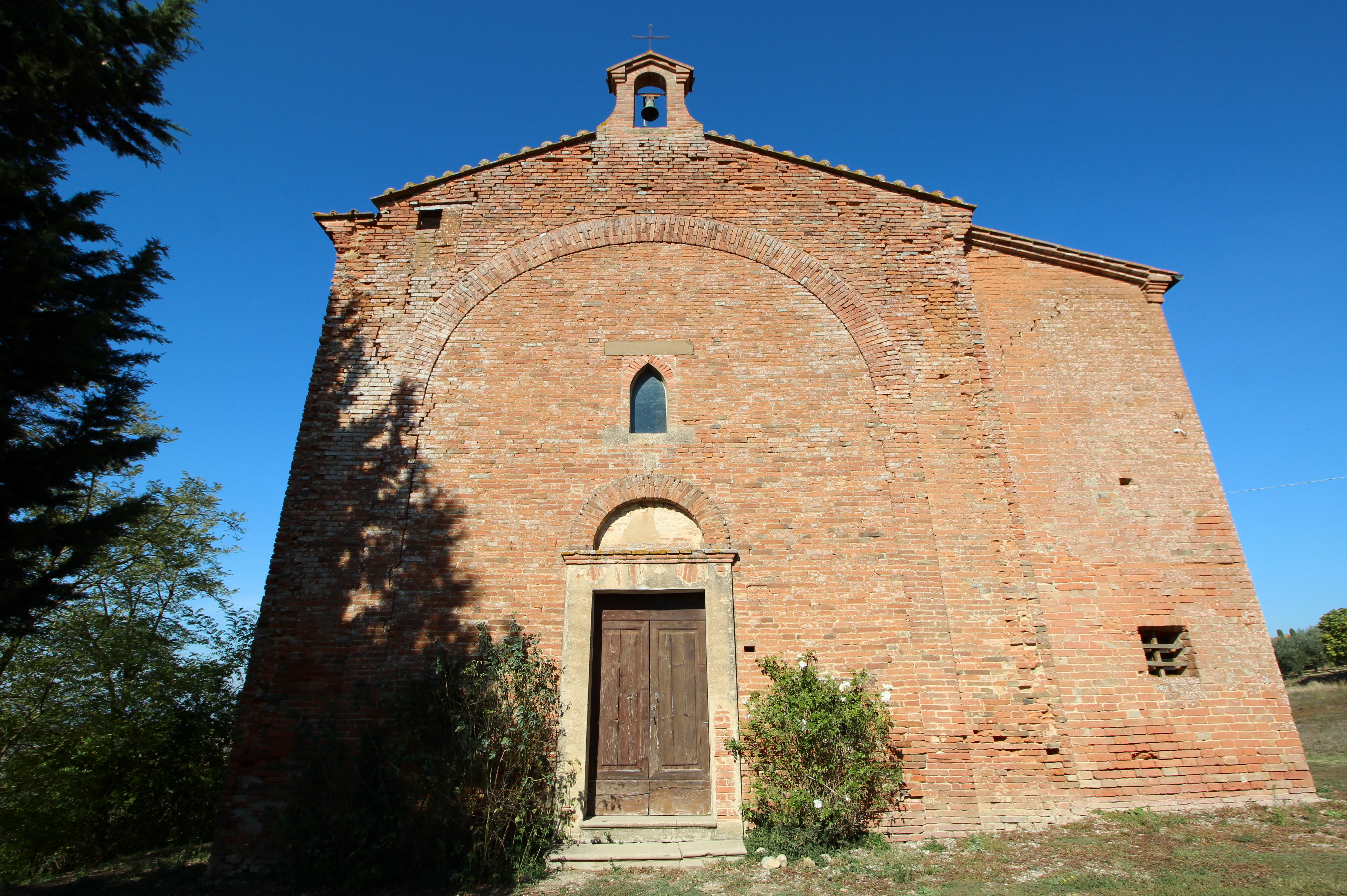
Madonna dei Poggi (località Poggi)

## Economia e manifestazioni
Verso la metà di luglio vi si svolge la Sagra del brustico e del prosciutto e melone.